# Ставропольский государственный аграрный университет
Ставропольский государственный аграрный университет (сокращенно СтГАУ или Ставропольский ГАУ) — федеральное государственное бюджетное образовательное учреждение высшего образования, расположенное в городе Ставрополь, столице Ставропольского края. Один из старейших вузов Северного Кавказа. Входит в число самых крупных образовательных учреждений СКФО: по состоянию на 2023 год общее количество студентов и слушателей составляет около 18,5 тысяч человек.

## История
- 1930 год — в результате реорганизации Московского зоотехнического института были созданы четыре образовательных учреждения: Московский зоотехнический институт коневодства и коннозаводства на базе факультета коневодства, Московский институт крупного рогатого скота, Московский институт овцеводства и Московский зооветеринарный институт. Московский институт овцеводства проработал в Москве два года и в 1932 году в полном составе переведен на Северный Кавказ в целях территориального приближения к основной производственной базе — тонкорунному овцеводству
- 1933 год — к ВУЗу присоединяются Краснодарский институт овцеводства и отделение мясо-молочного скотоводства Таганрогского института. Он получает название Северо-Кавказского зоотехнического института
- 1940 год — Всесоюзный научно-исследовательский институт овцеводства Наркомзема
- 1970 год — создано подготовительное отделение ВУЗа, приём на которое осуществляется по направлениям сельскохозяйственных предприятий, передовиков сельскохозяйственного производства, активных общественников
- 1976 год — за заслуги в подготовке высококвалифицированных специалистов сельского хозяйства, разработке и внедрению научных достижений в сельскохозяйственное производство институт награждён орденом Трудового Красного Знамени, а в 1980 году — Почётной грамотой Президиума Верховного Совета РСФСР
- 1994 год — Государственный Комитет по высшему образованию принял решение о преобразовании института в Ставропольскую государственную сельскохозяйственную академию
- 2001 год — академия переименовывается в Ставропольский государственный аграрный университет
- 2019 год — в Ставрополе открыли новый корпус государственного аграрного университета. Здание площадью более 22 тысяч кв. метров рассчитанное на 1780 учебных мест строили более 20 лет, на завершение строительства были выделены средства из резервного фонда Президента РФ.

## Руководители
Директора Северо-Кавказского зоотехнического института
- 1930—1934 — Виктор Викторович Виктор
- 1934—1937 — Ян Янович Вирс
- 1937—1938 — Алексей Иванович Михалин

Директор Ворошиловского зооветеринарного института
- 1938—1941 — Герасим Хрисанфович Алафинов

Директора Ставропольского сельскохозяйственного института
- 1942—1955 — Феодосий Васильевич Козель
- 1955—1961 — Игнатий Прокофьевич Салмин

Ректоры Ставропольского сельскохозяйственного института
- 1961—1968 — Александр Иванович Жуков
- 1968—1984 — Виктор Иванович Лисунов
- 1984—1999 — Виктор Яковлевич Никитин

Ректоры Ставропольского государственного аграрного университета
- 1999—2019 — Владимир Иванович Трухачёв
- 2020—2021 — Иван Вячеславович Атанов[3].
- 2021—2022 (врио) — Александр Владимирович Трухачёв[4].
- с 16 февраля 2022 (врио) — Скрипкин Валентин Сергеевич[5]
- с 13 октября 2022 (до 19 апреля 2023 врио) — Ситников Владимир Николаевич[6][7].
- с 20 апреля 2023 по н.в. — Ситников Владимир Николаевич[8]

## Деятельность
Университет в соответствии с лицензией имеет право на ведение образовательной деятельности по 126 программам (специалитет, бакалавриат, магистратура).
В структуру университета входит 7 институтов и 1 факультет.

## Факультеты и институты
- [9] Институт агробиологии и природных ресурсов
- Институт аграрной генетики и селекции
- Институт ветеринарии и биотехнологий
- Институт механики и энергетики
- Институт экономики, финансов и управления в АПК[10]
- Факультет цифровых технологий
- Институт среднего профессионального образования
- Институт дополнительного профессионального образования

## Награды
- Орден Почёта (5 мая 2025 года) — за заслуги в подготовке высококвалифицированных специалистов для агропромышленного комплекса России и научно-педагогической деятельности[11]
- Орден Трудового Красного Знамени
- Почётная грамота Президиума Верховного совета РСФСР
- Почётная грамота Президента Российской Федерации (2010-е)
- Почётная грамота Президента Российской Федерации (2017)